# محمد عارف جزراوي
محمد عارف جزراوي فنان كردي لدية عدد كبير من الأغاني الفلكلورية.

## حياته
ولد الفنان محمد عارف جزراوي في منطقة بوتان في تركيا سنة 1912 وبسسب سوء الأحوال المعيشية انتقل للعيش إلى مدينة دهوك في كردستان العراق وسجل عددا كبيرا من الأغاني الفلكلورية للإذاعة الكردية في بغداد ثم لقناة تلفزيون كركوك الكردية. كان يعزف على آلة البزق وأمتازت أغانيه ببساطة الكلمات وعذوبة الألحان. شارك في عدد كبير من الحفلات الفنية في مناطق عديدة في العراق.

## وفاته
توفي محمد عارف جزراوي في مدينة دهوك في أواخر عام 1986 ودفن هناك.
تم تسمية إحدى القاعات الفنية في مدينة دهوك باسمه وتم نصب تمثاله أمام مدخل القاعة.